# The Beatles at the Hollywood Bowl
The Beatles at the Hollywood Bowl är ett livealbum av The Beatles som släpptes 1977. 
Under hela The Beatles framgångsrika karriär gavs det aldrig ut något livealbum med gruppen på LP. Gruppens konserter på arenan Hollywood Bowl under deras USA-besök 1964 och 1965 spelades dock in. Man använde då en trekanalig stereobandspelare. Producent i USA var Voyle Gilmore. Inspelningstekniker var 1964 Hugh Davies och 1965 Pete Abbott. 1977 sammanställde gruppens ordinarie producent George Martin med hjälp av teknikerna Geoff Emerick och Wally Traugott en LP-skiva utifrån dessa båda konserter (Parlophone 7C 062-06377 - kassett 262-06377). Albumet har aldrig givits ut på CD. Däremot finns en utökad version av skivan på illegal CD, s.k. bootleg-utgåva. En liveversion av Lennon-McCartneys Baby's in Black från konserterna 29-30 augusti 1965 finns på CD-EP-albumet Real Love från 1996. Detta spår ingår dock inte på LP:n The Beatles at the Hollywood Bowl.

## Låtlista
- 1. Twist and Shout (Bert Russell-Phil Medley) inspelad 1965-08-30
- 2. She's a Woman (Lennon-McCartney) inspelad 1965-08-30
- 3. Dizzy Miss Lizzy (Larry Williams) inspelad 1965-08-30
- 4. Ticket to Ride (Lennon-McCartney) inspelad 1965-08-30
- 5. Can't Buy Me Love (Lennon-McCartney) inspelad 1965-08-30
- 6. Things We Said Today (Lennon-McCartney) inspelad 1965-08-30
- 7. Roll Over Beethoven (Chuck Berry inspelad 1964-08-23

Sid 2
- 1. Boys (Luther Dixon-Wes Farrell) inspelad 1964-08-23
- 2. A Hard Day's Night (Lennon-McCartney) inspelad 1965-08-30
- 3. Help! (Lennon-McCartney) inspelad 1965-08-30
- 4. All My Loving (Lennon-McCartney) inspelad 1964-08-23
- 5. She Loves You (Lennon-McCartney) inspelad 1964-08-23
- 6. Long Tall Sally (Enotris Johnson-Richard Penniman-Robert "Bumps" Blackwell) 1964-08-23

När LP:n The Beatles at the Hollywood Bowl gavs ut hade inspelningarna legat outgivna i 12-13 år. Ett 48 sekunder avsnitt av låten Twist and Shout från 1964 års konsert fanns dock med på den amerikanska dubbel-LP:n The Beatles' Story: A Narrative and Musical Biography of Beatlemania, som i övrigt var en ren talskiva. (Capitol STBO 2222).
På baksidestexten skriver George Martin att inspelningarna från Hollywood Bowl är de enda liveinspelningar som finns i EMI:s arkiv. Året dessförinnan - 1976 - hade Beatlesskivorna lanserats på nytt med kampanjmottot Beatles Four Ever. Trots detta hade gruppen delvis fallit i glömska. Som exempel berättar George Martin att hans yngsta dotter, den då nioåriga Lucy, frågat honom om Beatles varit lika stora som The Bay City Rollers. "Some day she will find out", konstaterar han.